# League One (Cina)
La China League One (中国足球甲级联赛S), nota anche come Chinese Jia League (中甲联赛S), è la seconda serie del campionato cinese di calcio, al di sotto della Super League.

## Storia
Prima della formazione della Super League cinese, la Jia League era conosciuta come Jia B League. I primi due livelli del campionato di calcio cinese erano conosciuti rispettivamente come Jia A League e Jia B League. Nel 2004, la Jia A è stata ribattezzata Chinese Super League e la Jia B è stata rinominata come l'attuale Jia League. Sotto la Jia League c'è la Yi League, seguendo la convenzione di denominazione dei numeri Chinese Heavenly Stems. 

## Formula del Torneo
La League One è composta da 16 squadre, che si affrontano in casa e in trasferta una volta. Alla fine di ogni stagione, le prime due squadre vengono promosse in CSL, mentre le ultime due vengono retrocesse in League Two.

## Partecipazioni per squadra
Sono 76 le squadre che hanno preso parte ai 21 campionati di League One che sono stati disputati a partire dal 2004 fino alla stagione 2024. In grassetto le squadre che partecipano alla stagione 2024 e in corsivo le squadre che non esistono più.
- 13 volte:  Beijing BSU
- 12 volte:  Yanbian Fude
- 11 volte:  Beijing Ligong,  Xinjiang Tianshan Xuebao
- 8 volte:  Zhejiang Zhiye,  Shanghai Shenxin,  Wuhan Yangtze River,  Zhejiang Yiteng,  C. Tiancheng
- 7 volte:  Shenzhen,  Guangzhou,  Dingnan Ganlian,  Guizhou Hengfeng,  Hunan Xiangtao,  Nanjing Yoyo
- 6 volte:  Jiangxi Beidamen,  Cangzhou Xiongshi,  Meizhou Kejia,  Inner Mongolia Zhongyou,  Tianjin Tianhai,  Guangdong Rizhiquan,  Chongqing Liangjiang,  Shanghai Zhong.,  Qingdao Hailifeng,   Qingdao
- 5 volte:  Shenyang Urban,  Suzhou Dongwu,  Shanghai Haigang,  Jiangsu Suning
- 4 volte:  Nanjing Chengshi,  Shenzhen Xin Pengcheng,  Dalian Pro,  Shaanxi Chang'an,  Nantong Zhiyun,  Qingdao Hainiu,  Changchun Yatai,  Shenyang Zhongze,  Henan,  Shenyang Dongjin,  Beijing Hongdeng
- 3 volte:  Kunshan,  Beijing Renhe,  Liaoning,  Dalian Transc.,  Anhui Jiufang,  Guangxi Pingguo Haliao,  Shijiazhuang Gongfu,  Shanghai J.B.
- 2 volte:  Zibo Cuju,  Chengdu Rongcheng,  Guangdong Huananhu,  Hebei FC,  Chongqing,  Sichuan F.C.,  Huhehaote Heima,  Xiamen Lanshi,  Shaanxi Guoli,  Qingdao Qingchundao,  Yanbian Longding,  Jinan Xingzhou,  Wuxi Wugou,  Foshan
- 1 volta:  Wuhan San Zhen,  Dandong Tengyue,  Taizhou Yuanda,  Sichuan Longfor,  Yunnan Flying Tigers,  Baoding Y.Y.,  Guangzhou Cheng,  Wuhan O.V.,  Shanghai Liancheng,  Shenzhen Kejian,  Lanwa,  Xi'an Anxinyuan,  Chongqing Tonglinang Long,  Dalian Yingbo,  Qingdao Hongshi,  Yunnan Yukun

## Squadre
Stagione 2024.
| Squadra                  | Nome cinese        | Stadio                                                  | Capienza | Stagioni in League One                   | Miglior piazzamento | Peggior piazzamento   | Permanenza nel livello 2 |
| ------------------------ | ------------------ | ------------------------------------------------------- | -------- | ---------------------------------------- | ------------------- | --------------------- | ------------------------ |
| Chongqing Tongliang Long | 重庆铜梁龙         | Tongliang Long Stadium                                  | 20,000   | 2024                                     |                     |                       | dal 2024                 |
| Dalian Yingbo            | 大连英博足球俱乐部 | Stadio Jinzhou                                          | 30,776   | 2024                                     |                     |                       | dal 2024                 |
| Foshan Nanshi            | 佛山南狮           | Nanhai Sports Center                                    | 20.000   | dal 2023 al 2024                         | 7°, 2023            | 7°, 2023              | dal 2023                 |
| Guangxi Pingguo Haliao   | 广西平果哈嘹       | Pingguo Stadium                                         | 20,000   | dal 2022 al 2024                         | 4°, 2023            | 11°, 2022             | dal 2022                 |
| Guangzhou                | 广州               | Stadio di Tianhe                                        | 58.500   | dal 2004 al 2007, 2010, dal 2023 al 2024 | 1°, 2007, 2010      | 12°, 2023             | dal 2023                 |
| Heilongjiang Ice City    | 黑龙江火山鸣泉     | Stadio del Centro congressi di Harbin                   | 50.000   | dal 2018 al 2024                         | 4°, 2019            | 15°, 2020             | dal 2018                 |
| Jiangxi Beidamen         | 江西联盛           | Ruichang Sports Park Stadium                            | 13.188   | 2015, dal 2020 al 2024                   | 14°, 2021, 2022     | 16°, 2015, 2020, 2023 | dal 2020                 |
| Liaoning Shenyang Urban  | 辽宁沈阳城市       | Stadio dell'Università dell'edilizia urbana di Shenyang | 12.000   | dal 2020 al 2024                         | 10°, 2023           | 16°, 2021             | dal 2020                 |
| Nanjing City             | 南京枫帆           | Parco sportivo olimpico giovanile di Nanchino           | 18.000   | dal 2021 al 2024                         | 5°, 2023            | 10°, 2021             | dal 2021                 |
| Qingdao Hongshi          | 青岛红狮           | Tiantai Stadium                                         | 20.525   | 2024                                     |                     |                       | dal 2024                 |
| Shanghai Jiading Huilong | 上海嘉定汇龙       | Jiading Stadium                                         | 9,704    | dal 2022 al 2024                         | 11°, 2023           | 13°, 2022             | dal 2022                 |
| Shijiazhuang Kungfu      | 石家庄功夫         | Yutong International Sports Center                      | 38,000   | dal 2022 al 2024                         | 3°, 2023            | 4°, 2022              | dal 2022                 |
| Suzhou Dongwu            | 苏州东吴           | Centro sportivo olimpico di Suzhou                      | 45.000   | dal 2020 al 2024                         | 6°, 2022            | 14°, 2023             | dal 2020                 |
| Wuxi Wugo                | 无锡吴钩           | Wuxi Sports Center                                      | 30.000   | dal 2023 al 2024                         | 15°, 2023           | 15°, 2023             | dal 2023                 |
| Yanbian Longding         | 延边龙鼎           | Yanji Nationwide Fitness Centre Stadium                 | 30.000   | dal 2023 al 2024                         | 8°, 2023            | 8°, 2023              | dal 2023                 |
| Yunnan Yukun             | 云南玉昆           | Yuxi Plateau Sports Center Stadium                      | 22.000   | 2024                                     |                     |                       | dal 2024                 |

## Giocatori stranieri
Dal 2020 la politica dei giocatori stranieri è stata modificata. Il numero di giocatori stranieri che i club possono iscrivere nel corso della stagione è aumentato a tre e il numero di giocatori stranieri ammessi in ciascuna squadra in un dato momento è aumentato da due a tre (i giocatori naturalizzati vengono considerati come giocatori cinesi). È possibile registrare un massimo di tre giocatori stranieri per ogni partita con un massimo di due possono essere schierati contemporaneamente durante la partita. Inoltre, ogni club può registrare un giocatore di Hong Kong, Macao o Taiwan di origine cinese (esclusi i portieri), a condizione che si sia registrato come calciatore professionista in una di queste tre federazioni per la prima volta, come giocatore nativo. 
- Il nome dei giocatori in grassetto indica che il giocatore è registrato durante il periodo di trasferimento di metà stagione.

| Squadra                  | Giocatore 1      | Giocatore 2           | Giocatore 3         | Giocatori Naturalizzati | Giocatori di Hong Kong/Macau/ Taiwan | Giocatori di riserva | Ex Giocatori                                                             |
| ------------------------ | ---------------- | --------------------- | ------------------- | ----------------------- | ------------------------------------ | -------------------- | ------------------------------------------------------------------------ |
| Chongqing Tongliang Long | Juan Lescano     | Aleksandar Andrejević | Serge Tabekou       |                         | Yaki Yen                             |                      |                                                                          |
| Dalian Yingbo            | Andrej Kotnik    | José Embaló           | Robson              |                         |                                      |                      |                                                                          |
| Foshan Nanshi            | Rafael Águila    | Mario Maslać          | Alfred Gombe-Fei    | → Sun Delin             |                                      |                      | Kingsley Onuegbu Chen Hao-Wei Raoul Loé                                  |
| Guangxi Pingguo Haliao   | Yacine Bammou    | Hector Hevel          | Giovanny            | → Lü Kaiwen             | Vas Nuñez                            |                      | Donovan Ewolo David Mateos Fabrício Matt Orr                             |
| Guangzhou                | Juan Peñaloza    | Juan Alegría          | Rimvydas Sadauskas  |                         |                                      |                      |                                                                          |
| Heilongjiang Ice City    | Daciel           | Allan Paulista        | Romário             |                         |                                      | Ítalo Montaño        | Erikys Elguja Lobjanidze Nemanja Vidić Clément Benhaddouche              |
| Jiangxi Beidamen         | Willie           | Malang Faye           | Thabiso Brown       |                         |                                      |                      | Wessley Laurent Mendy                                                    |
| Liaoning Shenyang Urban  | Sabir Musa       | Geoffrey Chinedu      | Takahiro Kunimoto   |                         | Ange Samuel                          |                      | Chris Shimbayev Michael Omoh Wu Yen-Shu Boris Daniel Palacios            |
| Nanjing City             | Moses Ogbu       | Matheus Moresche      | Kingsley Onuegbu    |                         | Alexandre Dujardin                   |                      | Jefferson da Silva Ayub Masika Raphaël Messi Bouli Yaki Yen Abdou Traoré |
| Qingdao Hongshi          | João Pedro       | Samuel Asamoah        | Yaya Sanogo         |                         | Chen Hao-Wei                         |                      |                                                                          |
| Shanghai Jiading Huilong | Dominic Vinicius | Magno Cruz            | Evans Etti          | → Hui Xu                |                                      |                      | Jacob Mensah Jefferson da Silva Alex Akande                              |
| Shijiazhuang Kungfu      | Mladen Kovacevic | José Ayoví            | Raphaël Messi Bouli |                         |                                      |                      | Moses Ogbu Venicio                                                       |
| Suzhou Dongwu            | João Leonardo    | Leonardo              | Yeon Jei-min        |                         | Clément Benhaddouche                 |                      | → Pedro Delgado                                                          |
| Wuxi Wugo                | Nikola Disic     | Staniša Mandić        | Dimitrije Pobulic   |                         |                                      |                      | Miloš Gordić Bogdan Mladenović                                           |
| Yanbian Longding         | Ulrich Lobe      | Víctor Arboleda       | Ivo                 |                         |                                      | Ronan                | Valdu Té Mychell Chagas                                                  |
| Yunnan Yukun             | Nyasha Mushekwi  | Alexandru Ioniță      | Zakaria Labyad      |                         |                                      |                      |                                                                          |

- Per i giocatori di Hong Kong, Macao o taiwanesi, se non sono naturalizzati e sono stati registrati come calciatori professionisti nei campionati di Hong Kong, Macao o Taipei per la prima volta, sono riconosciuti come giocatori nativi. Altrimenti vengono riconosciuti come giocatori stranieri.

## Ex squadre
| Squadra                       | Nome cinese    | Stagioni in League One                               | Miglior piazzamento | Peggior piazzamento   | Lega attuale                   |
| ----------------------------- | -------------- | ---------------------------------------------------- | ------------------- | --------------------- | ------------------------------ |
| Sichuan Jiuniu                | 四川九牛       | dal 2020 al 2023                                     | 1°, 2023            | 11°, 2020             | Chinese Super League           |
| Qingdao West Coast            | 青岛青春岛     | dal 2022 al 2023                                     | 2°, 2023            | 9°, 2022              | Chinese Super League           |
| Qingdao Manatee               | 青岛海牛       | dal 2014 al 2016, 2022                               | 2°, 2022            | 15°, 2016             | Chinese Super League           |
| Nantong Zhiyun                | 南通支云       | dal 2019 al 2022                                     | 3°, 2022            | 12°, 2019, 2020       | Chinese Super League           |
| Wuhan Three Towns             | 武汉三镇       | 2021                                                 | 1°, 2021            | 1°, 2021              | Chinese Super League           |
| Meizhou Hakka                 | 梅州客家       | dal 2016 al 2021                                     | 2°, 2021            | 12°, 2016, 2017       | Chinese Super League           |
| Zhejiang                      | 浙江绿城       | dal 2004 al 2006, dal 2017 al 2021                   | 2°, 2006            | 9°, 2017              | Chinese Super League           |
| Chengdu Rongcheng             | 成都兴城       | dal 2020 al 2021                                     | 4°, 2020, 2021      | 4°, 2020, 2021        | Chinese Super League           |
| Changchun Yatai               | 长春亚泰       | dal 2004 al 2005, dal 2019 al 2020                   | 1°, 2020            | 5°, 2004, 2019        | Chinese Super League           |
| Cangzhou Mighty Lions         | 沧州雄狮       | dal 2012 al 2014, dal 2017 al 2019                   | 2°, 2014, 2019      | 8°, 2013              | Chinese Super League           |
| Henan Songshan Longmen        | 河南松山龙门   | dal 2004 al 2006, 2013                               | 1°, 2006, 2013      | 10°, 2005             | Chinese Super League           |
| Shanghai Port                 | 上海海港       | dal 2008 al 2012                                     | 1°, 2012            | 9°, 2011              | Chinese Super League           |
| Beijing BIT                   | 北京理工       | dal 2007 al 2015, dal 2021 al 2022                   | 7°, 2008            | 18°, 2022             | League Two                     |
| Hunan Billows                 | 湖南湘涛       | dal 2010 al 2016                                     | 4°, 2011            | 16°, 2016             | League Two                     |
| Jinan Xingzhou                | 济南兴洲       | 2023                                                 | 6°, 2023            | 6°, 2023              | Sciolto                        |
| Dandong Tengyue               | 丹东腾跃       | 2023                                                 | 13°, 2023           | 13°, 2023             | Sciolto                        |
| Kunshan                       | 昆山           | dal 2020 al 2022                                     | 1°, 2022            | 9°, 2021              | Sciolto                        |
| Beijing BSU                   | 北京北体大     | dal 2010 al 2022                                     | 4°, 2014, 2015      | 16°, 2022             | Sciolto                        |
| Shaanxi Chang'an Athletic     | 陕西长安竞技   | dal 2019 al 2022                                     | 5°, 2022            | 10°, 2020             | Sciolto                        |
| Xinjiang Tianshan Leopard     | 新疆天山雪豹   | dal 2013 al 2022                                     | 8°, 2015            | 18°, 2020, 2021       | Sciolto                        |
| Zibo Cuju                     | 淄博蹴鞠       | dal 2021 al 2022                                     | 11°, 2021           | 15°, 2022             | Sciolto                        |
| Guizhou                       | 贵州           | 2011, 2013, dal 2015 al 2016, dal 2019 al 2021       | 2°, 2016            | 16°, 2013             | Sciolto                        |
| Nei Mongol Zhongyou           | 内蒙古中优     | dal 2015 al 2020                                     | 6°, 2015            | 13°, 2018, 2020       | Sciolto                        |
| Taizhou Yuanda                | 泰州远大       | 2020                                                 | 6°, 2020            | 6°, 2020              | Sciolto                        |
| Beijing Chengfeng             | 北京誠豐       | dal 2016 al 2017, 2020                               | 2°, 2017            | 18°, 2020             | Sciolto                        |
| Qingdao                       | 青岛           | dal 2014 al 2019                                     | 1°, 2019            | 12°, 2014             | Sciolto                        |
| Sichuan Longfor               | 四川隆发       | 2019                                                 | 14°, 2019           | 14°, 2019             | Sciolto                        |
| Guangdong Huananhu            | 广东华南虎     | dal 2018 al 2019                                     | 11°, 2019           | 14°, 2018             | Sciolto                        |
| Liaoning F.C.                 | 辽宁足球俱乐部 | 2009, dal 2018 al 2019                               | 1°, 2009            | 15°, 2019             | Fuso con lo Shenyang Urban     |
| Shanghai Shenxin              | 上海申鑫       | dal 2006 al 2009, dal 2016 al 2019                   | 2°, 2009            | 16°, 2019             | Sciolto                        |
| Wuhan Yangtze River           | 武汉长江       | dal 2010 al 2012, dal 2014 al 2018                   | 1°, 2018            | 10°, 2015             | Sciolto                        |
| Shenzhen                      | 深圳           | dal 2012 al 2018                                     | 2°, 2018            | 12°, 2015             | Sciolto                        |
| Shaoxing Keqiao Yuejia        | 浙江毅腾       | dal 2007 al 2008, dal 2012 al 2013, dal 2015 al 2018 | 2°, 2013            | 13°, 2008, 2016, 2017 | Sciolto                        |
| Dalian Transcendence          | 大连超越       | dal 2016 al 2018                                     | 14°, 2016, 2017     | 15°, 2018             | Sciolto                        |
| Yanbian Fude                  | 延边富德       | dal 2005 al 2015, 2018                               | 1°, 2015            | 16°, 2014             | Sciolto                        |
| Dalian Pro                    | 大连人         | 2011, dal 2015 al 2017                               | 1°, 2011, 2017      | 5°, 2016              | Sciolto                        |
| Yunnan Lijiang                | 云南丽江       | 2017                                                 | 16°, 2017           | 16°, 2017             | Sciolto                        |
| Baoding Yingli Yitong         | 保定英利易通   | 2017                                                 | 15°, 2017           | 15°, 2017             | Sciolto                        |
| Tianjin Tianhai               | 天津权健       | dal 2011 al 2016                                     | 1°, 2016            | 12°, 2011             | Sciolto                        |
| Hebei                         | 河北           | dal 2014 al 2015                                     | 2°, 2015            | 14°, 2014             | Sciolto                        |
| Chongqing Liangjiang Athletic | 重庆两江竞技   | dal 2007 al 2008, dal 2011 al 2014                   | 1°, 2014            | 8°, 2011              | Sciolto                        |
| Shenyang Zhongze              | 沈阳中泽       | dal 2011 al 2014                                     | 6°, 2011, 2013      | 12°, 2012             | Sciolto                        |
| Guangdong Sunray Cave         | 广东日之泉     | dal 2009 al 2014                                     | 3°, 2011, 2013      | 13°, 2014             | Sciolto                        |
| Chengdu Tiancheng             | 成都天诚       | dal 2004 al 2007, dal 2010, 2012 al 2014             | 2°, 2007, 2010      | 15°, 2014             | Sciolto                        |
| Chongqing F.C.                | 重庆足球俱乐部 | dal 2012 al 2013                                     | 8°, 2012            | 15°, 2013             | Sciolto                        |
| Shenyang Dongjin              | 沈阳东进       | dal 2009 al 2012                                     | 3°, 2009            | 16°, 2012             | Sciolto                        |
| Guangzhou City                | 广州城         | 2011                                                 | 2°, 2011            | 2°, 2011              | Sciolto                        |
| Anhui Jiufang                 | 安徽九方       | dal 2008 al 2010                                     | 4°, 2008            | 9°, 2010              | Fuso con lo Shenyang Zhongze   |
| Shanghai Zobon                | 上海中邦       | dal 2005 al 2010                                     | 8°, 2007            | 11°, 2008             | Fuso con lo Shanghai Port      |
| Nanjing Yoyo                  | 南京有有       | dal 2004 al 2010                                     | 5°, 2006            | 13°, 2010             | Sciolto                        |
| Beijing Yanjiesheng           | 北京宏登       | dal 2006 al 2009                                     | 9°, 2007            | 12°, 2006, 2008       | Fuso con il Beijing BSU        |
| Qingdao Hailifeng             | 青岛海利丰     | dal 2004 al 2009                                     | 6°, 2005            | 11°, 2004             | Sciolto                        |
| Jiangsu                       | 江苏           | dal 2004 al 2008                                     | 1°, 2008            | 6°, 2004, 2006        | Sciolto                        |
| Hohhot Black Horse            | 呼和浩特黑马   | dal 2006 al 2007                                     | 9°, 2006            | 13°, 2007             | Sciolto                        |
| Hunan Shoking                 | 湖南湘军       | dal 2004 al 2006                                     | 12°, 2005           | 14°, 2004             | Sciolto                        |
| Harbin Guoli                  | 哈尔滨国力     | dal 2004 al 2005                                     | 12°, 2004           | 14°, 2005             | Sciolto                        |
| Xiamen Blue Lions             | 厦门蓝狮       | dal 2004 al 2005                                     | 1°, 2005            | 3°, 2004              | Sciolto                        |
| Dalian Changbo                | 大连长波       | dal 2004 al 2005                                     | 13°, 2005           | 15°, 2004             | Fuso con il Hohhot Black Horse |
| Hubei Wuhan Zhiye             | 武汉黄鹤楼     | 2004                                                 | 1°, 2004            | 1°, 2004              | Sciolto                        |
| Dongguan Dongcheng            | 东莞东城       | 2004                                                 | 16°, 2004           | 16°, 2004             | Fuso con il Lanwa              |
| Shenzhen Kejian               | 深圳科健       | 2004                                                 | 10°, 2004           | 10°, 2004             | Sciolto                        |
| Xi'an Anxinyuan               | 西安安馨园     | 2004                                                 | 17°, 2004           | 17°, 2004             | Sciolto                        |
| Shanghai United               | 上海联城       | 2004                                                 | 2°, 2004            | 2°, 2004              | Fuso con lo Shanghai Shenhua   |

## Albo d'oro

### Prima Divisione
- 1956: Beijing Youth B
- 1957:  Beijing
- 1958:  Beijing
- 1959: Non disputato
- 1960:  Tianjin
- 1961:  Shanghai
- 1962:  Shanghai
- 1963:  Beijing
- 1964:  Beijing
- 1965:  Jilin Aodong
- 1966: Non terminato
- 1967-1972: Non disputato
- 1973:  Beijing
- 1974:  Bayi

- 1975: Non disputato
- 1976: Non terminato
- 1977:  Bayi
- 1978:  Liaoning
- 1979:  Guangdong
- 1980:  Tianjin
- 1981:  Bayi
- 1982:  Beijing
- 1983:  Tianjin
- 1984:  Beijing
- 1985:  Liaoning
- 1986:  Bayi
- 1987:  Liaoning
- 1988:  Liaoning

### Jia-B non professionistica (1989-1993)
- 1989:  Henan
- 1990:  Beijing
- 1991:  Guangdong
- 1992:  Jiangsu Maite
- 1993:  Guangxi

### Jia-B League (1994-2003)
- 1994:  Qingdao Hainiu
- 1995:  Shenzhen
- 1996:  Chongqing Longxin
- 1997:  Wuhan Yaqi
- 1998:  Tianjin Teda
- 1999:  Xiamen Lanshi
- 2000:  Shaanxi Guoli
- 2001:  Shanghai Zhongyuan
- 2002:  Xiamen Lanshi
- 2003:  Changchun Yatai

### League One (2004-)
- 2004:  Wuhan Huanghelou (1)
- 2005:  Xiamen Lanshi (1)
- 2006:  Henan Jianye (1)
- 2007:  Guangzhou Yiyao (1)
- 2008:  Jiangsu Sainty (1)
- 2009:  Liaoning (1)
- 2010:  Guangzhou E. (2)
- 2011:  Dalian Aerbin (1)
- 2012:  Shanghai Dongya (1)
- 2013:  Henan Jianye (2)
- 2014:  Chongqing Lifan (1)
- 2015:  Yanbian Changbaishan (1)
- 2016:  Tianjin Quanjian (1)
- 2017:  Dalian Yifang (2)
- 2018:  Wuhan Zall (1)
- 2019:  Qingdao Huanghai (1)
- 2020:  Changchun Yatai (1)
- 2021:  Wuhan San Zhen (1)
- 2022:  Kunshan (1)
- 2023:  Shenzhen Xin Pengcheng (1)

## Vittorie per squadra
| Club                   | Vittorie | Stagioni   | Secondi posti | Stagioni   |
| ---------------------- | -------- | ---------- | ------------- | ---------- |
| Dalian Pro             | 2        | 2011, 2017 | 0             | ---        |
| Henan Jianye           | 2        | 2006, 2013 | 0             | ---        |
| Guangzhou E.           | 2        | 2007, 2010 | 0             | ---        |
| Changchun Yatai        | 1        | 2020       | 1             | 2005       |
| Wuhan Zall             | 1        | 2018       | 1             | 2012       |
| Chongqing Lifan        | 1        | 2014       | 1             | 2008       |
| Shenzhen Xin Pengcheng | 1        | 2023       | 0             | ---        |
| Kunshan                | 1        | 2022       | 0             | ---        |
| Wuhan San Zhen         | 1        | 2021       | 0             | ---        |
| Qingdao Huanghai       | 1        | 2019       | 0             | ---        |
| Tianjin Quanjian       | 1        | 2016       | 0             | ---        |
| Yanbian Changbaishan   | 1        | 2015       | 0             | ---        |
| Shanghai Haigang       | 1        | 2012       | 0             | ---        |
| Liaoning               | 1        | 2009       | 0             | ---        |
| Jiangsu Suning         | 1        | 2008       | 0             | ---        |
| Xiamen Lanshi          | 1        | 2005       | 0             | ---        |
| Wuhan Yaqi             | 1        | 2004       | 0             | ---        |
| Zhejiang Greentown     | 0        | ---        | 2             | 2006, 2020 |
| Shijiazhuang Yong.     | 0        | ---        | 2             | 2014, 2019 |
| C. Tiancheng           | 0        | ---        | 2             | 2007, 2010 |
| Qingdao Qingchundao    | 0        | ---        | 1             | 2023       |
| Qingdao Hainiu         | 0        | ---        | 1             | 2022       |
| Meizhou Kejia          | 0        | ---        | 1             | 2021       |
| Shenzhen               | 0        | ---        | 1             | 2018       |
| Beijing Renhe          | 0        | ---        | 1             | 2017       |
| Guizhou Hengfeng       | 0        | ---        | 1             | 2016       |
| Hebei CFFC             | 0        | ---        | 1             | 2015       |
| Zhejiang Yiteng        | 0        | ---        | 1             | 2013       |
| Guangzhou R&F          | 0        | ---        | 1             | 2011       |
| Shanghai Shenxin       | 0        | ---        | 1             | 2009       |
| Shanghai Liancheng     | 0        | ---        | 1             | 2004       |

In grigio le squadre che non esistono più.